# Clemens von Lilien-Borg
Josef Clemens Franz Michael Freiherr von Lilien-Borg (* 15. August 1776 in Werl; † 12. März 1852 ebenda) war ein deutscher Gutsbesitzer und Politiker aus dem Adelsgeschlecht von Lilien.
Clemens von Lilien-Borg war der Sohn von Christoph Freiherr von Lilien-Borg (* 1748 in Wien; † 1825). Der Vater war Reichspostdirektor und später Gutsbesitzer auf Borg und Lahr bei Menden. Zwischen 1785 und 1819 war er mehrmals Sälzeroberst.
Clemens von Lilien-Borg, der katholischer Konfession war, war verheiratet und hatte 5 Kinder
- Christoph (* 1804)
- Clemens (* 1806)
- Maria Theresia (* 1808) verheiratet mit Clemens Carl von Twickel
- Wilhelmine Hedwig (* 1811)
- Franz Egon (* 1811)

Clemens von Lilien-Borg studierte 1794 bis 1798 Rechtswissenschaften in Münster und Würzburg. Nach dem Tod des Vaters wurde er Gutsbesitzer in Borg und Lahr und Sälzeroberst, ein Amt, welches er bis 1831 innehatte. 1826 bis 1846 gehörte er dem Verwaltungsrat der Rhein-Weser-Eisenbahngesellschaft an und war auch Aktionär der Gesellschaft. 
Er wurde für den Wahlbezirk Mark 1826 als stellvertretendes und 1828 bis 1845 als reguläres Mitglied in den Provinziallandtag der Provinz Westfalen gewählt. 1847 gehörte er dem Vereinigten Landtag an. Er war Beigeordneter in Werl.
1829 wurde er zum Kammerherren ernannt und mit dem Roten Adlerorden 3. Klasse ausgezeichnet.